# Al Wasl FC
Al-Wasl Football Club je fotbalový klub ze Spojených arabských emirátů působící ve městě Dubaj.

## Významní bývalí hráči
Argentina
- Walter Silváni

Bahrajn
- Hussain Salman

Brazílie
- Anderson Barbosa
- André Dias
- Douglas dos Santos
- Élton

Burkina Faso
- Kassoum Ouédraogo

Kamerun
- Alphonse Tchami

Chile
- Cristian Montecinos

Ekvádor
- Walter Ayoví

Ghana
- Mohammed Ahmed Polo

Írán
- Hamed Kavianpour
- Farhad Majidi
- Eman Mobali
- Alireza Vahedi Nikbakht

Itálie
- Fabio Firmani

Pobřeží slonoviny
- Didier Otokoré

Maroko
- Soufiane Alloudi
- Ahmed Bahja
- Rachid Daoudi
- Bouchaib Lembarki

Panama
- Blas Perez

Spojené arabské emiráty
- Fahad Abdulrahman
- Farouq Abdulrahman
- Mohamed Salim Al Enezi
- Zuhair Bakhit
- Fahad Khamees
- Nasir Khamees
- Hassan Mohamed
- Mohamed Omer
- Ismail Rashid

## Významní bývalí trenéři
- Diego Maradona
- Joel Santana
- Jose Claudinei
- Hassan Shehata
- Tomislav Ivić
- Antônio Lopes
- Arthur Bernardes
- Miguel Basselko
- Martín Lasarte
- Paulo Luiz Campos
- Henri Kasperczak
- Josef Hickersberger
- Johan Boskamp
- Vinko Begović
- Hassan Mohamed
- Ivan Hašek
- Zé Mario
- Miroslav Beránek
- Alexandre Guimarães